# Abúria (gente)
Abúria (em latim: Aburia) foi uma gente plebeia da Roma Antiga durante os últimos séculos da República, e o primeiro século do Império. O primeiro membro da gente a alcançar destaque foi Marco Abúrio, pretor peregrino em 176 a.C..